# Штейнберг, Ефим Борисович
Ефим Борисович Штейнберг (род. 30 марта 1945, Москва) — российский педагог-практик, руководитель детского разновозрастного отряда «Надежда» г. Москвы. Кандидат педагогических наук, доцент. Заслуженный работник культуры РФ. Отличник народного просвещения РФ. Почётный работник сферы молодежной политики РФ. Педагог высшей квалификационной категории. С 1965 года работает во дворце творчества детей и молодежи «Преображенский» г. Москвы (Дом пионеров и школьников Куйбышевского района г. Москвы). Отличный педагог и руководитель.

## Биография
Родился 30 марта 1945 года в Москве.
С 1952 по 1964 годы учился в Черкизове. В школах № 392 и № 379.
В 1962-63 году работал старшим вожатым в московской школе № 379.
В 1965 году поступил на филологический факультет МГПИ им. Ленина, а после того, как РК ВЛКСМ и руководство Дома пионеров Куйбышевского района пригласили руководить районным пионерским штабом, перешёл на вечернее отделение Московского государственного заочного педагогического института, который закончил в 1971 году.
Параллельно с получением среднего и высшего образования, состоял во взрослой театральной студии Дворца культуры им. Русакова в Сокольниках с 1960 по 1970 годы.
С 1965 года руководитель пионерского штаба Куйбышевского района г. Москвы, впоследствии ставшего региональной детской общественной организацией "Разновозрастный отряд «Надежда», имеющей звание «Образцовый детский коллектив Министерства образования РФ».
Депутат муниципального собрания района Преображенское г. Москвы шести созывов (с 1988 года). Благодаря его участию как депутата было завершено строительство нового Дворца творчества для детей Восточного округа города Москвы.
С 1992 по 2007 год параллельно работал доцентом кафедры педагогики и психологии Академии повышения квалификации и профессиональной переподготовки работников образования.
В 2000 году защитил научную диссертацию и получил учёную степень кандидата педагогических наук. В 2003 году присвоено учёное звание доцента по кафедре педагогики и психологии.

## Педагогическая деятельность
С 1965 года является руководителем нынешнего разновозрастного отряда «Надежда» — региональной детской общественной организацией, через уникальную воспитательную систему которой прошло более 16000 детей и подростков.
Штейнберг Е. Б. является автором программы «Социализация детей и подростков в условиях разновозрастного объединения», которая стала лауреатом Всероссийского конкурса воспитательных систем образовательных учреждений.
С 1975 года Штейнберг Е. Б. является организатором Минуты молчания и Почетного караула у первого в Москве Вечного огня на братских могилах защитников Москвы Преображенского кладбища. В годы деятельности Всесоюзной пионерской организации был организатором многотысячных парадов пионеров на Красной площади г. Москвы.
Штейнбергом Е. Б. была создана первая в России агитбригада школьников, ставшая лауреатом Международных, Всесоюзных и Всероссийских фестивалей художественного творчества школьников. С 1966 года разные поколения его воспитанников дали 1200 концертов по всей России и странам СНГ для 200 тысяч зрителей.
Является автором и организатором таких форм работы, как операция «Мир», операция «Амиго», операция «Забота», сказочная игра «Дозор снежного короля», «Поход бережливых за экономию» и других, в которых в своё время приняли участие миллионы школьников бывшего Советского Союза.
Новаторский педагогический опыт Штейнберга Е. Б. известен не только в России и странах СНГ, но и за рубежом. Его лекции, семинары для педагогических работников всегда вызывают живой интерес и основываются на богатом практическом опыте. На протяжении десятилетий проводит авторский семинар для педагогических работников Москвы и регионов России на тему «Формирование детского коллектива».
Штейнберг Е. Б. известен как разработчик педагогических новшеств формирования разновозрастного детского коллектива, многих педагогических практик.
Штейнберг Е. Б. имеет большое количество научных публикаций в педагогических журналах по проблемам воспитания и социализации подростков. С лекциями по проблемам воспитания детей объехал многие регионы страны, а также приглашался в Болгарию, Польшу, Нидерланды, Чили,США на международные конференции и научные симпозиумы по образованию. Был одним из выступающих на Всесоюзном съезде работников народного образования (1988 г.).
О Ефиме Борисовиче Штейнберге и его коллективе сняты телевизионные передачи. Про его уникальный педагогический опыт написаны очерки и статьи в журналах «Огонёк», «Семья и школа», «Смена», «Пионер», «Вожатый», газетах «Комсомольская правда», «Учительская газета», «Московский комсомолец», «Говорит и показывает Москва», «Пионерская правда» и многих других в г. Москва.

## Награды
- Отличник народного просвещения РСФСР;
- Заслуженный работник культуры Российской Федерации;
- Почётный работник сферы молодёжной политики Российской Федерации;
- Знак отличия г. Москвы «За безупречную службу городу Москве»;
- Почетный Знак «За вклад в развитие Восточного округа г. Москвы»; [8]
- Серебряный знак СПО-ФДО (Союз пионерских организаций — Федерация детских организаций);
- Почетный знак СПО-ФДО (Союз пионерских организаций — Федерация детских организаций);
- медаль Советского Фонда мира;
- медаль «850-летия Москвы»;
- медаль «За заслуги в воспитании молодежи Курской области»;
- медаль «За активную военно-патриотическую работу»;
- Почётная грамота Московской городской думы  (24 декабря 1997 года) — за существенный вклад и большую воспитательную работу с детьми, получившую признание жителей Москвы[9].
- Почётная грамота Московской городской думы  (24 декабря 2014 года) — за  заслуги перед городским сообществом[10].